# بخش کابیناس
بخش کابیناس (به اسپانیایی: Departamento de Cabañas) یک منطقهٔ مسکونی در السالوادور است که در السالوادور واقع شده‌است. بخش کابیناس ۱٬۱۰۳٫۵ کیلومتر مربع مساحت و ۱۶۴٬۹۴۵ نفر جمعیت دارد.